# Кадь (приток Пры)
Кадь — река в России, протекает в Рязанской области. Левый приток реки Пры.

## География
Река Кадь берёт начало западнее деревни Култуки. Течёт на юго-запад через леса. Устье реки находится в 89 км по левому берегу реки Пра. Длина реки составляет 26 км, площадь водосборного бассейна 198 км².

## Данные водного реестра
По данным государственного водного реестра России относится к Окскому бассейновому округу, водохозяйственный участок реки — Ока от водомерного поста у села Копоново до впадения реки Мокша, речной подбассейн реки — бассейны притоков Оки до впадения Мокши. Речной бассейн реки — Ока.
Код объекта в государственном водном реестре — 09010102312110000026412.